# Karen Scheutz
Karen Scheutz, senare Karen Valéry, född 11 augusti 1913 i Köpenhamn, Danmark, är en dansk dansös och koreograf. 
Scheutz medverkade i flera av Karl Gerhards revyer, gjorde koreografin till många av hans revynummer under 1930-talet[källa behövs] och var även sambo med honom under sju år.
Hon gifte sig 1942 med redaktör Bernard Valéry (1914–1984), som under andra världskriget var korrespondent för New York Times i Stockholm.  Under tiden i Sverige fick de två barn. De flyttade senare till Paris, där de bodde 1965. Det saknas uppgifter om hennes senare liv.

## Teater

### Roller (ej komplett))
| År   | Roll        | Produktion                                   | Regi         | Teater      |
| ---- | ----------- | -------------------------------------------- | ------------ | ----------- |
| 1934 | Auguste     | Kokottskolan Paul Armont och Marcel Gerbidon | Karl Gerhard | Folkteatern |
| 1934 | Medverkande | Mitt vänliga fönster, revy Karl Gerhard      | Karl Gerhard | Folkteatern |
| 1936 | Medverkande | Köpmännen i Nordens Venedig                  |              | Folkan      |
| 1937 | Medverkande | Karl Gerhards vershus, revy Karl Gerhard     |              | Folkan      |
| 1938 | Medverkande | Indiansommar                                 |              | Folkan      |
| 1938 | Medverkande | Karl Gerhards Höstmanöver                    |              | Folkan      |
| 1938 | Medverkande | Karl-Gerhards Jubileumsrevy                  |              | Folkan      |
| 1940 | Medverkande | Gullregn                                     |              | Folkan      |
| 1940 | Medverkande | Dessa virriga tider                          |              | Folkan      |